# Polytaenia nuttallii
Polytaenia nuttallii är en flockblommig växtart som beskrevs av Dc. Polytaenia nuttallii ingår i släktet Polytaenia och familjen flockblommiga växter. Inga underarter finns listade i Catalogue of Life.